# 桑布罗谷圣贝内代托
桑布罗谷圣贝内代托是意大利艾米利亚-罗马涅大区博洛尼亚省的一个镇，距离大区首府博洛尼亚约35公里。